# Anagrus takeyanus
Anagrus takeyanus är en stekelart som beskrevs av Gordh 1977. Anagrus takeyanus ingår i släktet Anagrus och familjen dvärgsteklar. Inga underarter finns listade i Catalogue of Life.